# Degelo

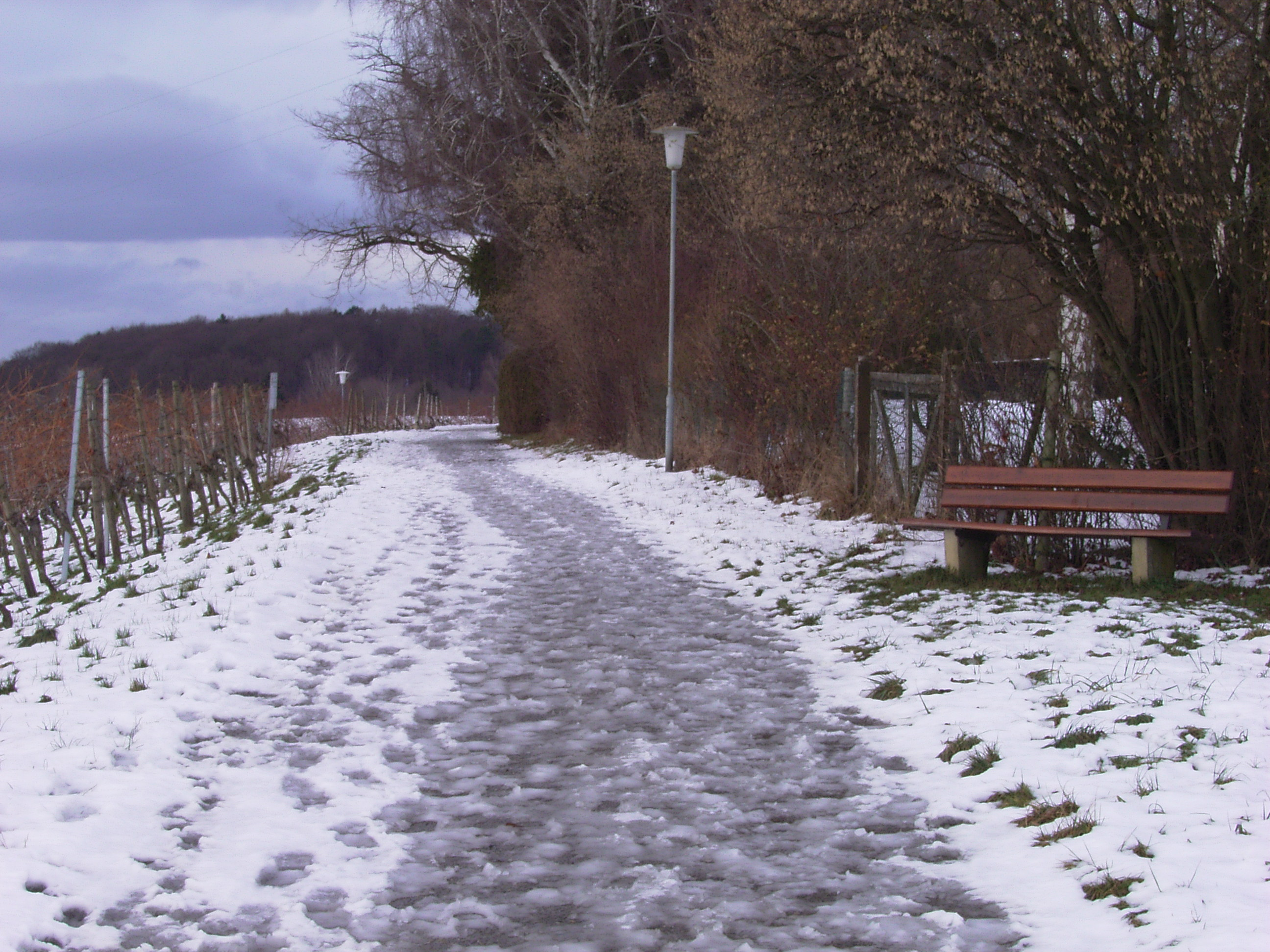
Efeito do degelo

O degelo ocorre em várias partes do mundo. Segundo especialistas, a região em torno do oceano Ártico é a mais afectada. Nos últimos anos, a camada de gelo desse oceano tornou-se 40% mais fina e a sua área diminuiu 14%. Isto porque a temperatura média no Alasca, no noroeste do Canadá e na Sibéria subiu bem mais que a média global .
Em apenas 30 anos, o aumento foi de 2,75 °C. De acordo com a agência espacial norte-americana (Nasa), o gelo no ártico vem diminuindo 10% a cada década desde 1980. No outro extremo da Terra, a Antártica sofreu elevação de temperatura de 2,5 °C desde 1940. Somente no período posterior a 1997, essa região registou um degelo de 3 mil quilómetros quadrados (embora existam geleiras que aumentaram de tamanho, por causa das alterações nas correntes marítimas).
As principais cordilheiras do mundo também estão a perder massa de gelo e neve. De acordo com o Worldwatch Institute, desde 1850 as geleiras dos Alpes recuaram de 30% a 40%. Artigo da revista britânica especializada Science, de outubro de 2002, afirma que a capa de neve que cobre o monte Kilimanjaro, na Tanzânia, pode desaparecer nas próximas duas décadas.